# Sumberdanti
Sumberdanti is een bestuurslaag in het regentschap Jember van de provincie Oost-Java, Indonesië. Sumberdanti telt 4418 inwoners (volkstelling 2010).